# Ayo Ayoola-Amale
Ayo Ayoola-Amale est une poète nigériane, avocate, éducatrice et conférencière. Elle œuvre pour la paix et le désarmement en tant qu'ambassadrice pour l'Afrique, au sein de la Global Harmony Association. Elle est également la présidente/fondatrice de la section ghanéenne de la Women International League for Peace and Freedom (WILPF). 

## Biographie
Ayo Ayoola-Amale naît le 21 mai 1970 à Jos au Nigeria et réside au Ghana. Elle étudie le droit à l'université Obafemi-Awolowo puis obtient une maîtrise en droit à l'université de Lagos et à l'université du Ghana.
Elle se consacre à la poésie, et travaille comme juriste. Elle est la créatrice de la fondation pour la poésie Splendors Of Dawn (en français : Splendeurs de l'aube). Avec le poète et écrivain nigérian Diego Odoh Okenyodo (en), elle co-fonde le Prix de poésie en Afrique de l' Ouest, en 2013, dont elle est la directrice. Elle est également l'organisatrice au Ghana, toujours en 2013, de 100 milles poètes pour le changement. Les thèmes de ses poèmes portent très souvent sur le problème de la violence et du racisme.
Elle participe à la table ronde de l’Institut international de recherche sur la paix de Stockholm  de 2017 (SIPRI) sur le thème «Comment les arts contribuent-ils à la paix durable ?». Ses œuvres d’art et ses poèmes visuels sur la paix environnementale sont exposés à la conférence de Charm el-Cheikh pour la COP27 en Égypte. Elle est ambassadrice pour l'Afrique au sein de la Global Harmony Association. Elle est également la présidente/fondatrice de la section ghanéenne de la Women International League for Peace and Freedom (WILPF).